# Фрамбоазјер
Фрамбоазјер (фр. Framboisière) насеље је и општина у централној Француској у региону Центар (регион), у департману Ер и Лоар која припада префектури Дре.
По подацима из 2011. године у општини је живело 333 становника, а густина насељености је износила 63,67 становника/km². Општина се простире на површини од 5,23 km². Налази се на средњој надморској висини од 225 метара (максималној 228 m, а минималној 194 m).

## Демографија
| 1962. | 1968. | 1975. | 1982. | 1990. | 1999. | 2011. |
| ----- | ----- | ----- | ----- | ----- | ----- | ----- |
| 141   | 192   | 174   | 212   | 289   | 297   | 333   |

График промене броја становника у току последњих година